# Heinz Marten
Heinz Marten (* 17. Januar 1908 in Schleswig; † 26. November 1991 in Viersen) war ein deutscher Sänger (Tenor). Er galt jahrzehntelang als einer der besten deutschen Oratorien-Tenöre und Liedersänger.

## Leben
Heinz Marten wuchs in Schleswig auf. Die Eltern (der Vater war Kunsttischler) sangen in einem Chor zur Pflege plattdeutschen Liedgutes, und so lernte auch der Sohn als Mitglied des Schleswiger Domchores schon früh das Singen. Nachdem er die Schule mit der Mittleren Reife verlassen hatte, verlangte der Vater, dass sein Sohn zunächst einmal einen sicheren („vernünftigen“) Beruf erlernen sollte. So wurde Heinz Marten, wie sein Vater, Kunsttischler. Als er durch die Gesellenprüfung eine berufliche Basis geschaffen hatte, und nachdem mehrere Lehrer Stimme und Musikalität des Achtzehnjährigen sorgfältig geprüft und positiv beurteilt hatten, begann er ein Gesangsstudium in Berlin. Damit erhielt er in kurzer Zeit eine umfassende, nicht nur musikalische Allgemeinbildung. Seine wichtigsten Gesangslehrer waren Albert Fischer und Oskar Rees sowie als großes Vorbild im Rezitativ-Gesang Hermann Schey.
Schon bald ging Heinz Marten an die Öffentlichkeit. Zu Weihnachten 1927 sang er im Schleswiger Dom, kurz darauf debütierte er an gleicher Stelle in Händels „Messias“. 1929 trat er erstmals in Berlin öffentlich auf, im Konzertsaal und beim Rundfunk. Seit 1931 unterrichtete er, durch deren Gründer Gerhard Schwarz berufen, an der Spandauer Kirchenmusikschule, was er aber seiner vielen Engagements wegen drei Jahre später wieder aufgab. Er sang, auch in kleineren Konzertauftritten, zunächst in Orten vor allem im nord- und mitteldeutschen Raum. Den Durchbruch brachte Heinz Martens erster Liederabend in der Singakademie zu Berlin, sein offizielles Debüt als Liedersänger. Die Presse äußerte sich beeindruckt (Januar 1937). Ein Jahr später wurde Marten – neben vier anderen Künstlern – der „Musikpreis der Reichshauptstadt Berlin 1938“ verliehen, eine der wenigen Auszeichnungen des damaligen Deutschlands, die als unpolitisch anzusehen waren.
Durch den Beginn des Zweiten Weltkrieges wurde die Karriere von Heinz Marten unterbrochen. 1944 wurde Marten zu „Hilfsdiensten“ eingezogen.
Nach fast zweijähriger Unterbrechung begann Heinz Marten im Herbst 1945 – wieder von Schleswig aus – eine neue Existenz aufzubauen. Da längere Reisen fast unmöglich waren, war der Radius seiner Tätigkeiten zunächst klein und wuchs nur langsam. Da auch Orchester erst wieder zusammengestellt werden mussten, dominierte zunächst die Zahl der Liederabende und kleineren Kirchenmusiken. Erst langsam erwuchs für ihn eine neue Karriere, zunächst in Nord- und Westdeutschland, später auch im Süden. Seit 1950 wohnte Marten in Bielefeld, und 1955 siedelte er nach Köln über. Hier nahm er bis zur Pensionierung im Jahre 1973 einen Lehrauftrag an der Musikhochschule wahr, seit 1957 als Professor einer eigenen Gesangsklasse.
Als Lehrer hat sich Heinz Marten auch im Ruhestand weiterhin sehr engagiert um seine Schüler gekümmert und sowohl in seinen letzten Kölner Jahren, als auch in Viersen, wo er 1976 seinen Alterssitz fand, bis in den September 1991 mit großer Freude unterrichtet. Er starb am 26. November 1991 an den Folgen eines Schlaganfalls und wurde am 2. Dezember auf dem Städtischen Friedhof zu Viersen begraben.

## Wirken
Heinz Marten trat in ganz Deutschland auf, nicht nur in Berlin, wo er bis 1945 seinen Wohnsitz hatte, sondern in Städten wie Danzig, Königsberg, Freiburg im Breisgau, Tübingen, Flensburg, Kiel, Nürnberg, München, Aachen, Köln, Leipzig, Dresden, Bremen, Lübeck, Breslau und Gleiwitz. Auch im Ausland hat er erfolgreich gastiert, in der Schweiz und in den Niederlanden, in Brüssel, Paris, Linz, Wien, Prag und Florenz. 
Schallplattenaufnahmen mit ihm wurden kaum gemacht, so dass sein Name heute wenig bekannt ist.

## Repertoire
Im Laufe eines zweigeteilten Sängerlebens (1927–1943 und 1945–1962) hat Heinz Marten ein umfangreiches Repertoire gesungen. Er trat in etwa 1800 Konzerten auf. Allein die Bachsche Matthäus-Passion hat Marten 270 Mal als Evangelist und oft auch als Ariensänger gestaltet. Die Johannes-Passion, das Magnificat und die großen Oratorien von Händel und Haydn, die Kirchenwerke von Mozart, Ludwig van Beethoven, Schubert und Anton Bruckner bildeten Schwerpunkte seiner Arbeit. Sein Repertoire umfasste auch seltener aufgeführte Werke von Claudio Monteverdi, Heinrich Schütz und Antonio Vivaldi, von Hector Berlioz, Hans Pfitzner, Armin Knab, Kurt Thomas, Mátyás Seiber, Kurt Hessenberg, Johannes Driessler und anderen. Das Liedrepertoire fand seinen Schwerpunkt bei Schubert, Schumann, Johannes Brahms und Hugo Wolf.
Heinz Marten sang Opernarien vor allem von Händel und Mozart. 1952 sang er in Bielefeld neunmal den Belmonte in Mozarts „Die Entführung aus dem Serail“. 1955 und später in konzertanten Aufführungen Carl Orffs Monteverdi-Bearbeitung des L’Orfeo.
Marten hat unter zahlreichen bekannten Dirigenten gesungen wie Hermann Abendroth, Heinrich Hollreiser, Oswald Kabasta, Herbert von Karajan, Hans Knappertsbusch, Joseph Keilberth, Hans Klotz, Fritz Lehmann, Ferdinand Leitner, Hans Pfitzner, Günther Ramin, Hans Rosbaud, Hellmut Schnackenburg, Carl Schuricht, Karl Straube, Kurt Thomas, Günter Wand und Hans Weisbach.
Heinz Martens wichtigste Liedbegleiter waren drei Jahrzehnte lang Rolf Albes und Hans-Martin Theopold.